# Albizia multiflora
Espèce
Synonymes
- Acacia multiflora Kunth[1]
- Albizia multiflora var. multiflora[1]
- Albizia paucipinnata Schery[1]
- Arthrosamanea multiflora (Kunth) Kleinhoonte[1]
- Cathormion multiflorum (Kunth) Burkart[1]
- Feuilleea multiflora (Kunth) Kuntze[1]
- Pithecellobium multiflorum (Kunth) Benth.[1]
- Pithecellobium paucipinnatum (Schery) A.H.Gentry[1]
- Pithecellobium weberbaueri Harms[1]
- Pithecolobium multiflorum (Kunth) Benth.[1]
- Pithecolobium weberbaueri Harms[1]
- Samanea multiflora (Kunth) Pittier[1]
- Senegalia multiflora (Kunth) Killip[1]

Albizia multiflora est une espèce de plantes à fleurs de la famille des Fabaceae.

## Liste des variétés
Selon Catalogue of Life (15 mars 2019) et Tropicos (15 mars 2019) :
- variété Albizia multiflora var. multiflora
- variété Albizia multiflora var. sagasteguii Barneby & J.W.Grimes

## Publication originale
- Memoirs of The New York Botanical Garden 74(1): 234. 1996.